# Косшинська міська адміністрація
Косши́нська міська адміністрація (каз. Қосшы қаласы әкімдігі, рос. Косшинская городская администрация) — адміністративна одиниця у складі Акмолинської області Казахстану. Адміністративний центр та єдиний населений пункт — місто Косши.

## Історія
Станом на 1989 рік існували Зарічна сільська рада (села Майбалик, Пригородне, Тельмана) та Кощинська сільська рада (села Кощі, Тайтобе, селище Госплемстанція) у складі Цілиноградського району. 1993 року ці сільради утворили Кощинський сільський округ (села Госплемстанція, Кощі, Майбалик, Пригородне, Тайтобе, Тельман). Пізніше села Пригородне та Тельман увійшли до складу міста Астана. 2000 року у складі округу залишались села Кощі, Майбалик та Тайтобе. Пізніше село Майбалик увійшло до складу міста Астана. Село Госплемстанція було ліквідоване 2009 року. 2010 року округ отримав назву Косшинський. 2021 року село Косши отримало статус міста обласного підпорядкування і виведене зі складу сільського округу та району взагалі, село Тайтобе залишилось в складі району як Косшинський сільський округ. 26 січня 2022 року Косшинський сільський округ перетворено в Тайтобинську сільську адміністрацію, яка 14 вересня 2022 року була ліквідована і передана до складу Косшинської міської адміністрації.

## Населення
Населення — 48963 особи (2021; 5731 у 2009, 2463 у 1999, 2918 у 1989).

## Склад
До складу адміністрації входять такі населені пункти:
| Населений пункт      | Колишні назви | Населення, осіб (1989) | Населення, осіб (1999) | Населення, осіб (2009) | Населення, осіб (2021) |
| -------------------- | ------------- | ---------------------- | ---------------------- | ---------------------- | ---------------------- |
| Госплемстанція, село | -             | 356                    | 370                    | 372                    | -                      |
| Косши, місто         | Кощі          | 2196                   | 1742                   | 4527                   | 48630                  |
| Тайтобе, село        | -             | 366                    | 351                    | 832                    | 333                    |

## Найбільші населені пункти
Населені пункти з чисельністю населення понад 1000 осіб:
| № | Населений пункт | Населення, осіб (1989) | Населення, осіб (1999) | Населення, осіб (2009) | Населення, осіб (2021) |
| - | --------------- | ---------------------- | ---------------------- | ---------------------- | ---------------------- |
| 1 | Косши           | 2 196                  | 1 742                  | 4 527                  | 48 630                 |